# NGC 3650
NGC 3650 је спирална галаксија у сазвежђу Лав која се налази на NGC листи објеката дубоког неба.
Деклинација објекта је + 20° 42' 17" а ректасцензија 11h 22m 35,4s. Привидна величина (магнитуда) објекта NGC 3650 износи 13,9 а фотографска магнитуда 14,7. NGC 3650 је још познат и под ознакама UGC 6391, MCG 4-27-31, CGCG 126-43, PGC 34913.